# Жерар Пике
Жерар Пике Бернабеу (на каталонски Gerard Piqué i Bernabéu) е бивш испански футболист, централен защитник. Висок е 194 сантиметра и тежи 85 килограма. Пике започва кариерата си в школата на каталунците.
Пике прави дебюта си за „червените дяволи“, като смяна на Джон О'Шей през октомври 2004 година в мач от Купата на лигата срещу Крю Александра (мачът завършва 3:0 за Юнайтед). На 4 август 2006 година Реал Сарагоса си осугурява услугите на защитника за сезон 2006/2007, като го привлича под наем. За арагонците Пике изиграва 22 мача в шампионата, в които бележи и 2 гола. На 27 май 2008 година Пике подписва четиригодишен договор с Барселона, като клаузата за откупуването му от друг отбор е фиксирана на 50 милиона песо.
На 11 февруари 2009 година играчът на Барселона прави дебюта си за Испания в мача срещу Англия в Севиля.
На 5 ноември 2022 година Пике слага край на кариерата си в мача на Барселона с УД Алмерия.

## Личен живот
Жерар Пике е роден на 2 февруари 1987 г. в Барселона, Испания. Израснал е в каталунско семейство. Баща му, Хуан, е бизнесмен, а майка му, Монсерат, е директор на престижна болница за травми на гръбначния стълб. Футболистът има по-малък брат на име Марк, а неговият дядо, Амадор Бернабеу, е бивш вицепрезидент на ФК Барселона.
От пролетта на 2010 г. Пике има връзка с известната колумбийска певица Шакира. И двамата имат рожден ден на една и съща дата, но с разлика във възрастта – той е с десет години по-млад. Те се срещат, когато Пике бива включен в клипа към песента на Шакира „Waka Waka (This Time for Africa)“, официалната песен на FIFA World Cup 2010. След месеци на спекулации в медиите през март 2011 г. певицата потвърждава официално връзката си чрез Twitter и Facebook, като публикува снимка на двамата с надпис „Представям ви моето слънце" на испански. През септември 2012 г. Шакира обявява, че тя и Пике очакват дете. Първият им син Милан Пике Мебарак е роден на 22 януари 2013 г., а вторият Саша Пике Мебарак – на 29 януари 2015 г., в Барселона.
През 2022 г. Пике и Шакира се разделят. 
Футболистът е много добър приятел с бившите си съотборници от ФК Барселона Карлес Пуйол и Боян Къркич, с колегата си Рио Фърдинанд, a приятелството му със Сеск Фабрегас е от ранно детство.

## Успехи
Манчестър Юнайтед
- Английска висша лига (1): 2007–08
- Къмюнити Шийлд (1): 2007
- Шампионска лига на УЕФА (1): 2007–08

 Барселона
- Примера дивисион (8): 2008–09, 2009–10, 2010–11, 2012–13, 2014–15, 2015–16, 2017–18, 2018–19
- Купа на краля (7): 2008–09, 2011–12, 2014–15, 2015–16, 2016–17, 2017–18, 2020–21
- Шампионска лига (3): 2008–09, 2010–11, 2014–15
- Суперкупа на Испания (6): 2009, 2010, 2011, 2013, 2016, 2018
- Суперкупа на УЕФА (3): 2009, 2011, 2015
- Световно клубно първенство на ФИФА (3): 2009, 2011, 2015

### Испания
- Световно първенство по футбол (1): 2010
- Европейско първенство по футбол (1): 2012
- Европейско първенство по футбол за юноши до 19 г. (1): 2006